# Peter Khan
Peter Khan, född 12 november 1936 i New South Wales, Australien, död  15  juli 2011 i Brisbane, är författare till en rad skrifter om bahá'í-tron. Han var ledamot av Universella Rättvisans Hus sedan 1987.